# Wanda Malecka
Wanda Malecka, född 1800, död 22 oktober 1860, var en polsk redaktör, poet och författare. Hon skrev dikter, romaner, gjorde översättningar, skrev artiklar och utgav två tidningar. Hon räknas som den första kvinna i Polen som (från 1818) utgav tidningar. 